# Effet Hopkinson
Pour un matériau ferromagnétique, on parle d'effet Hopkinson lorsque la susceptibilité magnétique ou l'aimantation du matériau augmente brutalement juste au-dessous de la température de Curie. Cet effet se manifeste lorsque l'anisotropie magnétique du matériau décroît plus rapidement que son aimantation lorsque la température augmente. Il est caractéristique de la transition entre l'état ferromagnétique et l'état paramagnétique. Il ne se manifeste pas lors de la transition réciproque, ce qui le distingue d'une transition de phase magnétique.
Cet effet a été observé pour la première fois par John Hopkinson en 1889, sur un échantillon de fer où un faible champ était appliqué. Cet effet peut également être observé pour des particules ferrimagnétiques près de leur température de Néel.

Première observation de l'effet Hopkinson dans des données de perméabilité magnétique du fer mesurée en fonction de la température. La courbe en trait pointillé montre l'aimantation du système placé sous champ fort, la courbe en trait plein montre la même évolution sous champ dix fois plus faible.

## Démonstration dans le cas d'un échantillon soumis à son champ de désaimantation
Supposons par exemple que le système est constitué de grains ferromagnétiques de petite taille. Les grains magnétiques sont supposés suffisamment petits pour être monodomaines magnétiquement. Ce système est initialement aimanté et supposé rémanent, c'est-à-dire que les particules présentent des aimantations parallèles entre elles. Le système est alors chauffé. Le seul champ en présence est le champ de désaimantation créé par le système aimanté. Près de la température de Curie, les particules présentent pour la plupart une orientation aléatoire. Un champ de désaimantation résiduel existe toujours, créé par la faible portion de particules ayant conservé une aimantation dans une direction privilégiée.
Or, dans les hypothèses du modèle de Stoner-Wohlfarth, l'aimantation d'un système magnétique aléatoirement orienté dans un champ magnétique faible s'exprime par :
{\displaystyle M(T)={\frac {2}{3}}\rho M_{s}(T){\frac {H}{H_{a}(T)}}}
avec {\displaystyle M_{s}(T)} l'aimantation à saturation, {\displaystyle \rho } le facteur de compacité de la poudre, {\displaystyle T} la température, {\displaystyle H} le champ et {\displaystyle H_{a}} le champ d'anisotropie ,.
Pour les champs faibles, le champ d'anisotropie décroît plus rapidement que l'aimantation à saturation. Le rapport des deux peut donc, selon le système, conduire à un surcroit d'aimantation. Une fois la température de Néel dépassée, le refroidissement ne conduit pas à l'observation de ce pic d'aimantation. En effet, le système initial est alors magnétiquement complètement désordonné. Il n'y a donc aucun champ appliqué.